# Tsodilo-Hügel
Die Tsodilo-Hügel (englisch: Tsodilo Hills) sind eine Hügelkette im Norden der Kalahari im North West District von Botswana, ungefähr 53 Kilometer südwestlich von Shakawe. 1997 wurden die Hügel mit ihrer Umgebung UNESCO als Weltkulturerbestätte in das UNESCO-Welterbe aufgenommen.

## Beschreibung
Anders als im nahe gelegenen Feuchtgebiet des Okavangodeltas ist die Landschaft hier trocken und wüstenähnlich. Die bis zu einer Höhe von 1489 m aufragenden Hügel bestehen aus vier massigen Felsen aus Quarzit, die seitlich steil zur Wüste abfallen. Sie bilden eine der größten Erhebungen in Botswana.
Hier leben Teile der Völker der Hambukushu und der San. Sie schufen mehr als 4500 Felsmalereien, wodurch Tsodilo weltweit zu den Stätten mit der höchsten Dichte an Felsmalereien zählt und als Louvre der Wüste bezeichnet wird. Einige der Malereien stammen aus dem 8. Jahrhundert bis 13. Jahrhundert. Der Ort ist den Einheimischen heilig als ein Ort, an dem die Geister der Ahnen wohnen.
Eine Legende der San besagt, der größte der vier Felsen sei der „Mann“, der kleinere die „Frau“, und der kleinste das „Kind“. Der vierte Felsen ist wiederum die erste Frau des Mannes, die er einer jüngeren Frau wegen verlassen hat.

## Weltkulturerbe
Die Tsodilo-Hügel wurden 2001 aufgrund eines Beschlusses der 25. Sitzung des Welterbekomitees unter der Bezeichnung Tsodilo als Kulturerbestätte in die Liste des UNESCO-Welterbes eingetragen.
In der Kurzbeschreibung der Stätte heißt es unter anderem:

„(ii): Die Hügel haben den Menschen seit über 100.000 Jahren Schutz und andere Ressourcen geboten. Die Stätte bewahrt nun in ihrer Archäologie, ihrer Felsenkunst und ihren fortdauernden Traditionen eine bemerkenswerte Spur nicht nur dieses Gebrauchs, sondern auch der Entwicklung der menschlichen Kultur und einer symbiotischen Beziehung zwischen Natur und Mensch über viele Tausende von Jahren.“

Die Eintragung erfolgte aufgrund der Kriterien (i), (iii) und (vi).

„(ii): Über viele Jahrtausende sind die felsigen Ausläufer von Tsodilo in der rauen Landschaft der Kalahari-Wüste von Menschen besucht und besiedelt worden, die reiche Spuren ihrer Gegenwart in Form von herausragender Felskunst hinterlassen haben.

(ii): Tsodilo ist eine Stätte, die über viele Jahrtausende Besuche und Besiedlungen durch einander nachfolgende menschliche Gemeinschaften erlebt hat.

(ii): Die Tsodilo-Ausläufer haben immense symbolische und religiöse Bedeutung für die menschlichen Gemeinschaften, die weiterhin in dieser feindlichen Umgebung überleben.“

Das Schutzgebiet umfasst die Hügelkette mit ihrer engeren Umgebung. Es hat eine Fläche von 4.800 ha und ist von einer Pufferzone mit einer Fläche von 70.400 ha umgeben.

## Galerie

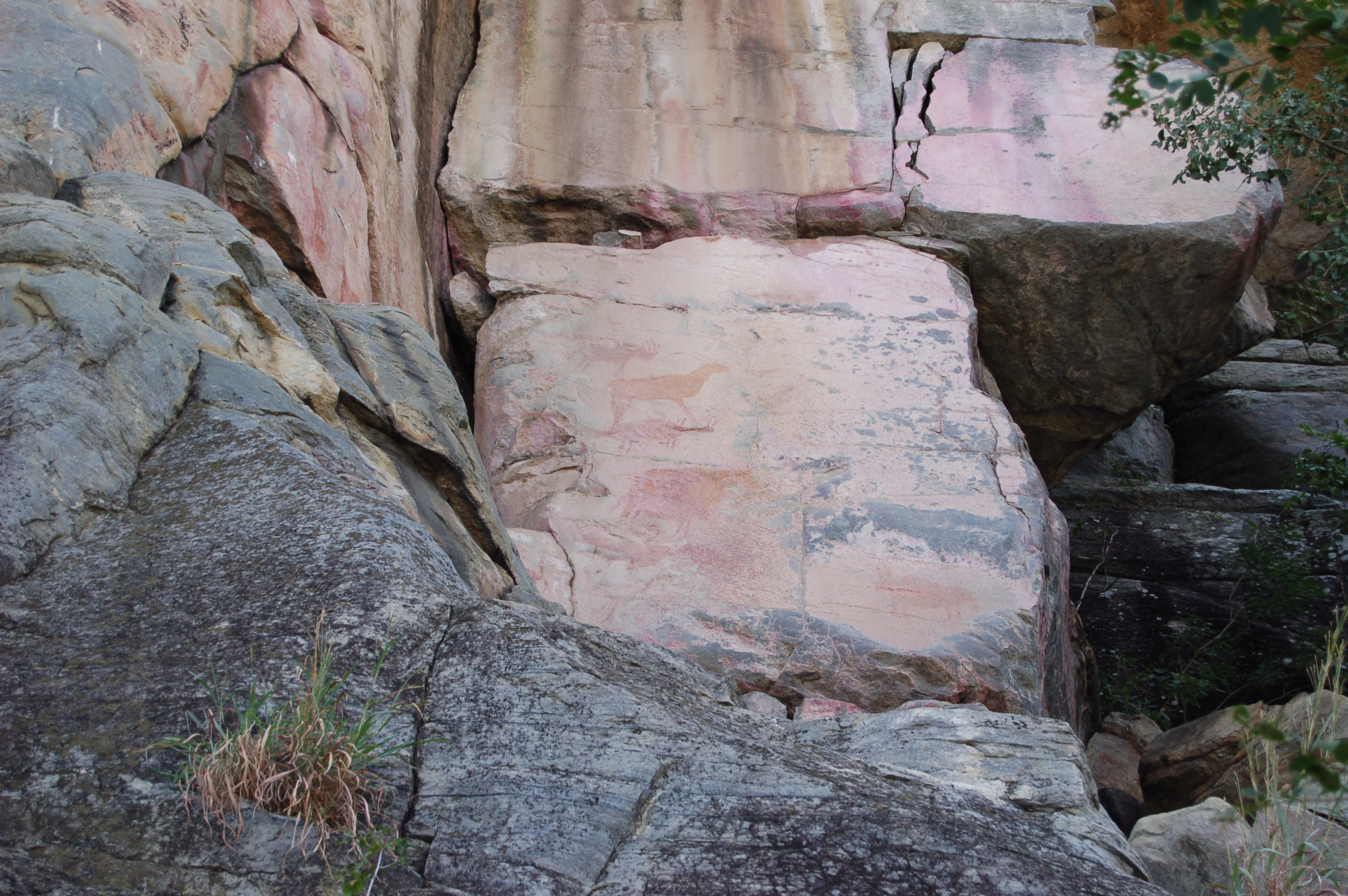
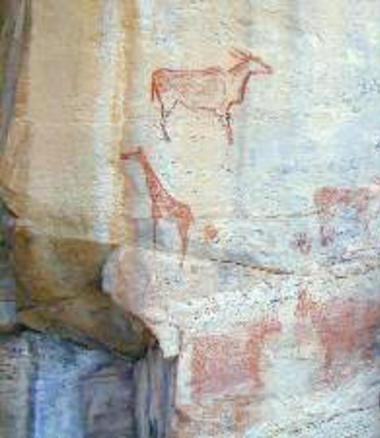
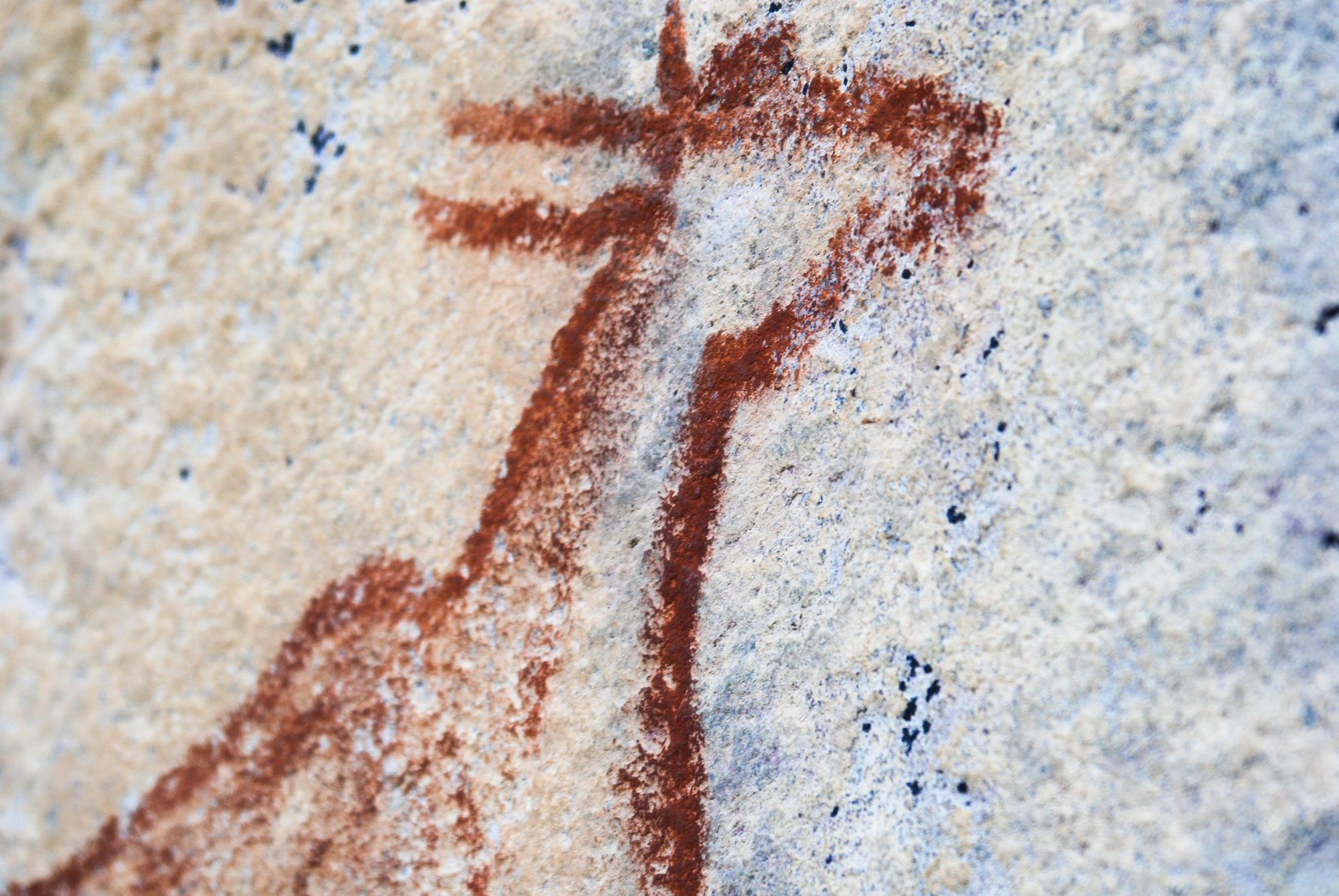
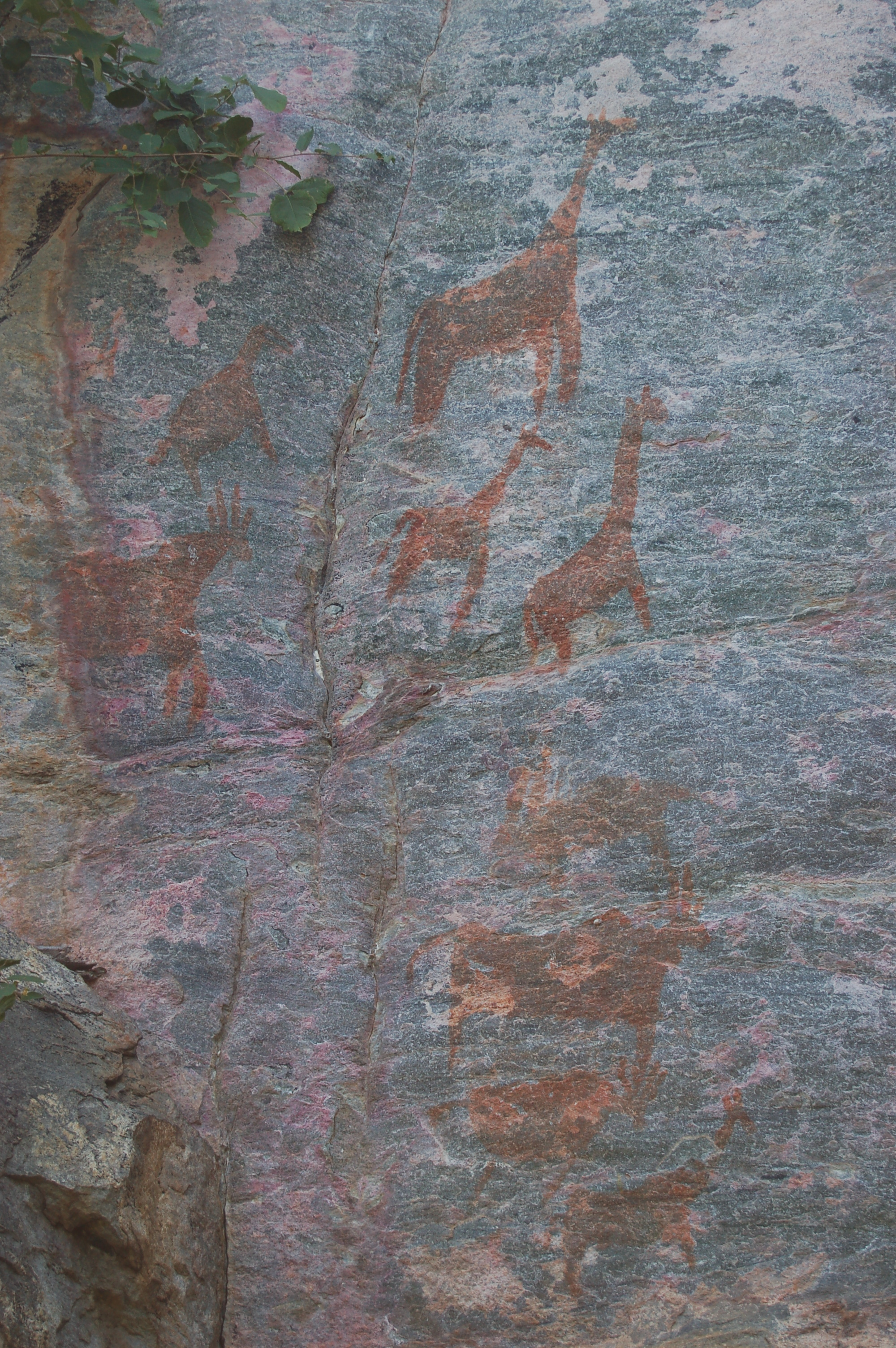
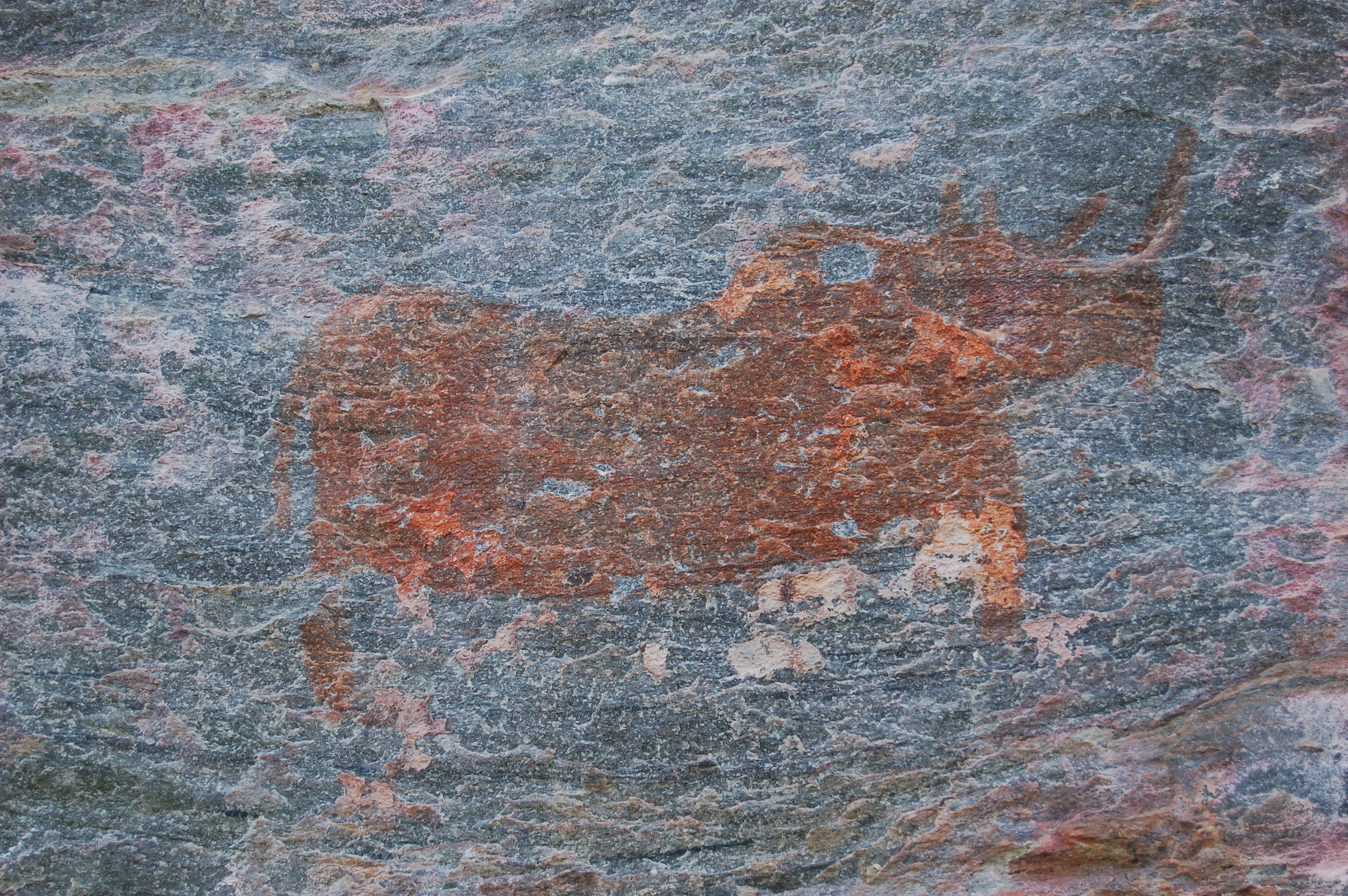